# المؤمن (أسماء الله الحسنى)
المؤمن من أسماء الله الحسنى. وهو اسم فاعل على وزن (مُفعِل).

## في القرآن الكريم
ورد هذا الاسم في القرآن الكريم في موضع واحد في قوله تعالي : ﴿هُوَ اللَّهُ الَّذِي لَا إِلَهَ إِلَّا هُوَ الْمَلِكُ الْقُدُّوسُ السَّلَامُ الْمُؤْمِنُ الْمُهَيْمِنُ الْعَزِيزُ الْجَبَّارُ الْمُتَكَبِّرُ سُبْحَانَ اللَّهِ عَمَّا يُشْرِكُونَ ۝٢٣﴾ 

## في السنة النبوية
عن عبد الله بن عمر  أنه قال: رأيت رسول الله ﷺ قائماً على هذا المنبر وهو يحكي عن ربه عز وجل، فقال: 
| ” | إن الله تبارك وتعالى إذا كان يوم القيامة جمع السماوات السبع والأرضين السبع في قبضة، ثم يقول عز وجل: أنا الله، أنا الرحمن، أنا الملك، أنا القدوس، أنا السلام، أنا المؤمن، أنا المهيمن | “ |

## معنى اسم الله المؤمن
- أنه أمن الناس أن لا يظلم أحد من خلقه، والإنسان لا يطمئن إلا إذا وحّد وتوكل عليه، وحينما ترى أن الأمر بيد الله وحده، وأنه:﴿وَلِلَّهِ غَيْبُ السَّمَاوَاتِ وَالْأَرْضِ وَإِلَيْهِ يُرْجَعُ الْأَمْرُ كُلُّهُ فَاعْبُدْهُ وَتَوَكَّلْ عَلَيْهِ وَمَا رَبُّكَ بِغَافِلٍ عَمَّا تَعْمَلُونَ ۝١٢٣﴾[3][4]
- أن الله سبحانه هو المؤمن المصدق الصادقين، دعا خلقه إلى الإيمان به، وهو يملك أمان خلقه في الدنيا والآخرة، ووحد نفسه بقوله : ( شهد الله أنه لا إله إلا هو ) [5]
- أنه هو مصدق عباده المؤمنين أي يصدقهم على إيمانهم بقبول صدقهم وإيمانهم وإثابتهم عليه، كما أنه يصدق ما وعد عبده من الثواب .
- وهو الذي يصدق عباده المسلمين يوم القيامة إذا سأل الأمم عن تبليغ رسلهم، قال تعالى : ( ويؤمن للمؤمنين ) [6] أي يصدقهم .
- وأنه مؤمن لأوليائه يؤمنهم عذابه وبأسه فأمنوا فلا يأمن إلا من آمنه، وهو سبحانه يصدق ظنون عباده ولا يخيب آمالهم .[7]
- وأنه هو المؤمن الذي وهب لعباده الأمن من عذابه، ومن الفزع الأكبر، وينزل في قلوب عباده السكينة والطمأنينة، والمصدق لنفسه ولرسله عليهم السلام فيما بلغوه، والذي أمن خلقه.[8]

### أقوال السلف عن معناه

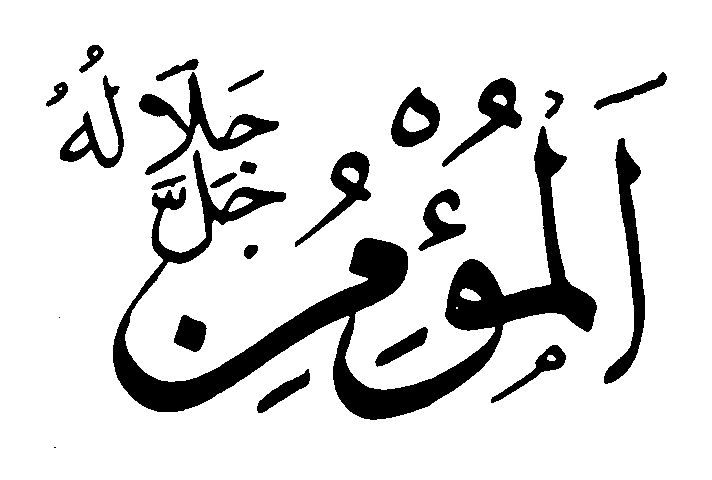
اسم الله المؤمن جل جلاله

- قال الضحاك عن ابن عباس: «أي أمن خلقه من أن يظلمهم».
- قال قتادة: «أمن بقوله أنه حق».
- قال زيد: صدق عباده المؤمنين في إيمانهم به.
- قال القرطبي في تفسيره: ««المؤمن» أي المصدق لرسله بإظهار معجزاته عليهم، ومصدق المؤمنين ما وعدهم به من الثواب، ومصدق الكافرين ما أوعدهم من العقاب.

وقيل: المؤمن الذي يؤمن أولياءه من عذابه ويؤمن عباده من ظلمه، يقال: آمنه من الأمان الذي هو ضد الخوف، كما قال تعالى: وَآمَنَهُمْ مِنْ خَوْفٍ. فهو مؤمِّن.»
- قال مجاهد: «المؤمن الذي وحد نفسه بقوله: شَهِدَ اللَّهُ أَنَّهُ لا إِلَهَ إِلَّا هُوَ» .[10]